# AFC DWS in het seizoen 1964/65
Het seizoen 1964/1965 was het 11e jaar in het bestaan van de Amsterdamse betaaldvoetbalclub DWS. De club kwam uit in de Eredivisie en eindigde daarin op de tweede plaats. Tevens deed de club mee aan het toernooi om de KNVB Beker, hierin werd in de tweede ronde verloren van Holland Sport (0–1). Na het behalen van het landskampioenschap in het vorige seizoen plaatste de club zich voor de Europacup I, hierin werd de club in de kwartfinale uitgeschakeld door het Hongaarse Győri Vasas ETO. In de zomer deed de club mee in het International Football Cup, de groepsfase werd winnend afgesloten. Echter werd het team door de prestaties in Europacup I uit het toernooi gezet.

## Wedstrijdstatistieken

### Eredivisie
|       | ADO   | Ajax  | DOS   | Sportclub Enschede | Feijenoord | Fortuna '54 | Go Ahead | GVAV  | Heracles | MVV   | NAC   | PSV   | Sittardia | Sparta | Telstar |
| ----- | ----- | ----- | ----- | ------------------ | ---------- | ----------- | -------- | ----- | -------- | ----- | ----- | ----- | --------- | ------ | ------- |
| Thuis | 1 – 1 | 1 – 1 | 0 – 0 | 3 – 2              | 2 – 1      | 0 – 2       | 1 – 1    | 3 – 1 | 5 – 0    | 4 – 1 | 3 – 1 | 1 – 1 | 2 – 0     | 7 – 1  | 2 – 1   |
| Uit   | 1 – 0 | 0 – 3 | 1 – 2 | 0 – 0              | 3 – 1      | 1 – 2       | 1 – 2    | 1 – 5 | 1 – 0    | 2 – 0 | 1 – 2 | 0 – 0 | 1 – 1     | 2 – 2  | 0 – 0   |

### KNVB Beker
| 2e ronde                                  | Holland Sport    | 1 – 0 (1 – 0) | DWS |
| 6 december 1964 Plaats: Den Haag Houtrust | Martin Kloor 20' |               |     |

### International Football Cup
| Groepsfase                                                           | Eintracht Braunschweig                                  | 2 – 0 (0 – 0)    | DWS                                                |
| 30 mei 1964 Plaats: Braunschweig Eintracht-Stadion                   | Lothar Weschke 60' Jürgen Moll 65'                      | Wedstrijdverslag |                                                    |
| Groepsfase                                                           | FC La Chaux-de-Fonds                                    | 0 – 1 (0 – 1)    | DWS                                                |
| 3 juni 1964 Plaats: La Chaux-de-Fonds Centre Sportif de la Charrière |                                                         | Wedstrijdverslag | 41' Dick Hollander                                 |
| Groepsfase                                                           | DWS                                                     | 4 – 0 (3 – 0)    | Eintracht Braunschweig                             |
| 14 juni 1964 Plaats: Amsterdam Olympisch Stadion                     | Huub Lenz 9' Dick Hollander 20', 34' Mosje Temming 57'  | Wedstrijdverslag |                                                    |
| Groepsfase                                                           | K. Beeringen FC                                         | 2 – 3 (1 – 1)    | DWS                                                |
| 21 juni 1964 Plaats: Beringen Mijnstadion                            | Alfons Peeters 11' Armand Peeters 75'                   | Wedstrijdverslag | 42' Dick Hollander 65' Huub Lenz 84' Mosje Temming |
| Groepsfase                                                           | DWS                                                     | 5 – 0 (2 – 0)    | K. Beeringen FC                                    |
| 28 juni 1964 Plaats: Amsterdam Olympisch Stadion                     | Huub Lenz 14', 24' Mosje Temming 68', 75' Henk Wery 85' | Wedstrijdverslag |                                                    |
| Groepsfase                                                           | DWS                                                     | 1 – 2 (1 – 1)    | FC La Chaux-de-Fonds                               |
| 5 juli 1964 Plaats: Amsterdam Olympisch Stadion                      | Huub Lenz 35'                                           | Wedstrijdverslag | 14' Heinz Bertschi 85' Georges Vuilleumier         |

### Europacup I
| Voorronde                                             | DWS                                                                   | 3 – 1 (1 – 0)    | Fenerbahçe SK                                           |
| 16 september 1964 Plaats: Amsterdam Olympisch Stadion | Frans Geurtsen 45', 63' Dick Hollander 51'                            | Wedstrijdverslag | 58' Birol Pekel                                         |
| Voorronde                                             | Fenerbahçe SK                                                         | 0 – 1 (0 – 0)    | DWS                                                     |
| 7 oktober 1964 Plaats: Istanbul BJK Inönüstadion      |                                                                       | Wedstrijdverslag | 82' Mosje Temming                                       |
| 1e ronde                                              | DWS                                                                   | 5 – 0 (2 – 0)    | Lyn                                                     |
| 4 november 1964 Plaats: Amsterdam Olympisch Stadion   | Mosje Temming 7', 77' Huub Lenz 25' Rinus Israël 72' Joop Burgers 83' | Wedstrijdverslag |                                                         |
| 1e ronde                                              | Lyn                                                                   | 1 – 3 (0 – 0)    | DWS                                                     |
| 18 november 1964 Plaats: Oslo Bislettstadion          | Finn Seemann 67'                                                      | Wedstrijdverslag | 59' Frans Geurtsen 62' Mosje Temming 76' Dick Hollander |
| Kwartfinale                                           | DWS                                                                   | 1 – 1 (0 – 1)    | Győri Vasas ETO                                         |
| 24 februari 1965 Plaats: Amsterdam Olympisch Stadion  | Daan Schrijvers 78' (pen.)                                            | Wedstrijdverslag | 21' István Korsós                                       |
| Kwartfinale                                           | Győri Vasas ETO                                                       | 1 – 0 (0 – 0)    | DWS                                                     |
| 10 maart 1965 Plaats: Győr Stadion ETO                | László Povázsai 87'                                                   | Wedstrijdverslag |                                                         |

## Statistieken DWS 1964/1965

### Eindstand DWS in de Nederlandse Eredivisie 1964 / 1965
| Stand | Gespeeld | Gewonnen | Gelijk | Verloren | Punten | Doelpunten voor | Doelpunten tegen |
| ----- | -------- | -------- | ------ | -------- | ------ | --------------- | ---------------- |
| 2e    | 30       | 15       | 10     | 5        | 40     | 55              | 28               |

### Topscorers
| #                 | Naam            | Goal |
| ----------------- | --------------- | ---- |
| 1.                | Frans Geurtsen  | 23   |
| 2.                | Bennie Roode    | 9    |
| 3.                | Huub Lenz       | 5    |
| 4.                | Mosje Temming   | 4    |
| 4.                | Jos Vonhof      | 4    |
| 6.                | Tijn van Lier   | 3    |
| 7.                | Ben Aarts       | 2    |
| 7.                | Dick Hollander  | 2    |
| 7.                | Daan Schrijvers | 2    |
| Onbekend doelpunt |                 |      |
| –                 | Onbekend        |      |
| Totaal            | Totaal          | 55   |

| #      | Naam        | Goal |
| ------ | ----------- | ---- |
| –      | Geen speler | 0    |
| Totaal | Totaal      | 0    |

| #      | Naam           | Goal |
| ------ | -------------- | ---- |
| 1.     | Huub Lenz      | 5    |
| 2.     | Dick Hollander | 4    |
| 2.     | Mosje Temming  | 4    |
| 4.     | Henk Wery      | 1    |
| Totaal | Totaal         | 14   |

| #      | Naam            | Goal |
| ------ | --------------- | ---- |
| 1.     | Mosje Temming   | 4    |
| 2.     | Frans Geurtsen  | 3    |
| 3.     | Dick Hollander  | 2    |
| 4.     | Joop Burgers    | 1    |
| 4.     | Rinus Israël    | 1    |
| 4.     | Huub Lenz       | 1    |
| 4.     | Daan Schrijvers | 1    |
| Totaal | Totaal          | 13   |

## Voetnoten
ADO ·
Ajax ·
DOS ·
DWS ·
Sportclub Enschede ·
Feijenoord ·
Fortuna '54 ·
Go Ahead ·
GVAV ·
Heracles ·
MVV ·
NAC ·
PSV ·
Sittardia ·
Sparta ·
Telstar